# Józef Lubomirski
Prins (Duits: Fürst) Józef Lubomirski (Sandomierz, 1704 - 6 augustus 1755) was een Poolse aristocraat, lid van het hoogadellijke vorstengeslacht Lubomirski binnen het Heilige Roomse Rijk en militair.
Józef Lubomirski bekleedde de bestuurlijke ambten van starost en podstoli in het Pools-Litouwse Gemenebest. Ook was hij een luitenant-generaal in het Poolse leger.
Jozef Lubomirski stichtte op 15 november 1751 een parochiekerk in Pawołocz, dat hij destijds bezat.

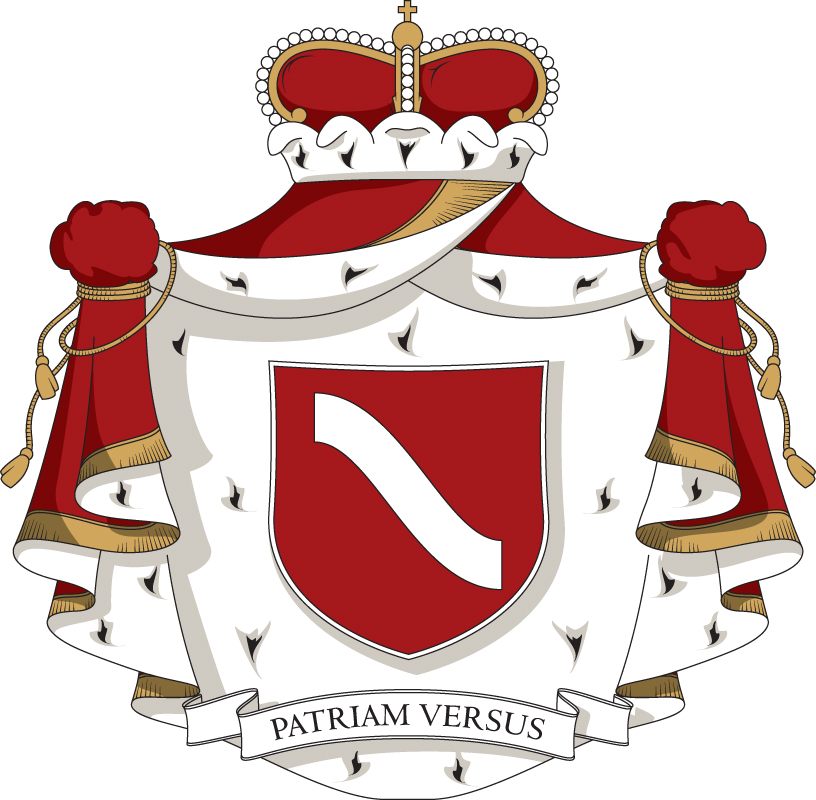
Wapen van Lubomirski